# Sagaj
Die turksprachigen Sagaj (Sagaier; chakass. Сағай, ISO-Transliteration Saġaj) sind Teil der des heute als Chakassen bezeichneten Bevölkerung in Chakassien (Süd-Sibirien). Wegen ihrer Sprache gehören sie heute zu den Turkvölkern.

## Religion
Der sogenannte „klassische Schamanismus“ war die ethnische Religion der Sagaier. Der Ethnologe Klaus E. Müller spricht hier von „Komplexschamanismus“ und meint damit jene Formen, die durch Berührungen mit anderen Religionen und benachbarten Agrargesellschaften eine komplexe Ritualkultur entwickelt haben. Zentrales Requisit ist bei den Sagaiern der Schamanenbaum. Häufig kommt es zu Schamanenkämpfen, die die Hierarchie der Schamanen festlegen.
Die Christianisierung hat bei vielen abgelegenen Völkern Sibiriens nur oberflächlich stattgefunden, so dass synkretistische Mischreligionen heute häufig sind.